# Карабузау
Карабуза́у (каз. Қарабұзау) — село у складі Актогайського району Павлодарської області Казахстану. Входить до складу Актогайського сільського округу.
Населення — 72 особи (2021; 139 у 2009, 232 у 1999, 348 у 1989).
Національний склад станом на 1989 рік:
- росіяни — 38 %.